# Game Center
Game Center est un réseau social de jeu multijoueur en ligne publié par Apple,. Il permet aux utilisateurs d'inviter des amis à jouer à un jeu, commencer une partie multijoueur à travers le jumelage, le suivi de leurs réalisations, et de comparer leurs meilleurs scores.
Game Center a été annoncé le 8 avril 2010, et publié avec iOS 4.1 le 8 septembre, et en novembre dans iOS 4.2 pour iPad. Le service a subi une mise à jour majeure en octobre 2011, pour iOS 5, y compris le soutien pour les matches au tour par tour.
Le 16 février 2012, il a été annoncé par Apple que Game Center serait intégré dans la dernière version de OS X, Mountain Lion, pour un lancement prévu le 25 juillet 2012. Depuis, certains jeux peuvent partager des fonctions multijoueur entre les versions iOS et OS X de l'application.
Le Game Center peut être utilisé par les développeurs depuis iOS 4.1 et OS X 10.8, via le kit de développement GameKit.
Depuis iOS 10 et macOS Sierra, le service n'est plus disponible sur une application dédiée mais à travers une section des réglages système.
Avec iOS 15, deux widgets Game Center sont disponibles.

## Fonctionnalités
À partir du Game Center, les joueurs peuvent se connecter avec leurs amis, envoyer des demandes d'amis, démarrer des parties et organiser des défis multijoueur. Le nombre d'amis pour un seul compte Game Center est limité à 500. Certains jeux possèdent des trophées, qui sont déverrouillés après avoir réalisé une mission. Chaque trophée débloqué attribue des points au joueur. Certains jeux proposent un classement général, où le joueur peut comparer son score et sa progression avec ses amis ou des joueurs du monde entier.
La majorité des jeux disponible sur iOS utilise le Game Center, mais ce n'est pas une obligation, et ils ne sont pas obligés d'exploiter toutes ses fonctions. Apple peut décider d'inclure toutes ou partie des fonctions :
- Classement : il permet de comparer le score du joueur avec ses amis ou avec les joueurs du monde entier ;
- Réalisations : liste des objectifs qui peuvent être accomplis par le joueur ;
- Défis : le joueur peut lancer un défi à un autre joueur, qui devra battre le score réalisé par le joueur sur une partie.

## Informations

### Identifiant
Il s'agit du nom d'utilisateur utilisé par le joueur dans le Game Center. L'identifiant ne peut pas excéder 30 caractères. Il doit être unique (aucun autre joueur ne pourra s'inscrire avec le même nom), mais l'utilisateur peut changer son identifiant à tout moment. L'identifiant sert notamment à trouver un autre joueur lorsque l'on effectue une demande d'amis.

### Apple ID
L'utilisateur ne peut pas bénéficier du Game Center tant qu'il n'a pas créé d'Apple ID (identifiant Apple). Un Apple ID ne peut être rattaché qu'à un seul identifiant Game Center.

### Points
Les points sont attribués aux joueurs en fonction des réalisations qu'il a accompli. Les points servent seulement à illustrer leur progression dans le jeu.

### Profil
Chaque joueur possède un profil dans le Game Center. Le profil est constitué de bulles colorées (depuis iOS 7) informant le joueur du nombre de jeux compatibles Game Center qu'il possède, son nombre d'amis et demandes d'amis, le nombre de points qu'il possède, le nombre de défis qu'il doit relever et le nombre de parties en attente. Il peut aussi inclure une photo de profil (depuis iOS 5) et un statut.

## Appareils supportés
Les appareils compatibles avec le Game Center sont les iPod touch de 2e génération et ultérieurs (nécessite au moins iOS 4.1), l'iPhone depuis l'iPhone 3GS (nécessite au moins iOS 4.1), tous les modèles d'iPad (nécessite iOS 4.2), et tous les Mac compatibles avec OS X v10.8 Mountain Lion.
Du fait de leur incompatibilité avec iOS 4.1, le Game Center n'est pas proposé pour l'iPhone de 1re génération et l'iPhone 3G, ainsi que l'iPod touch de 1re génération.